# Народная политическая партия (Ямайка)
Народная политическая партия (англ. People's Political Party (PPP)) — первая современная политическая партия Ямайки. Была основана в 1929 году Маркусом Гарви. 
Партия представила манифест из 14 пунктов — первый в своём роде в избирательной истории острова. Пункты, содержащиеся в манифесте PPP, были далеко идущими и проницательными, о чём свидетельствуют некоторые из них, например: 
- 8-часовой рабочий день
- минимальный размер оплаты труда
- большая доля самоуправления
- защита отечественной промышленности
- департамент юридической помощи бедным
- технические училища для каждого прихода
- земельная реформа
- библиотеки и благоустройство центров приходов
- статус города для Монтего-Бей и Порт-Антонио
- национальный парк на ипподроме Кингстона

Народная политическая партия участвовала в выборах 1962 года, набрав 0,9% голосов и не получив места в парламенте. Партия не принимала участия в дальнейших выборах.
В декабре 2012 года лидером партии был адвокат Майкл «Рас Мигель» Лорн.